# Luigi Cipriani (politico 1923)
Luigi Cipriani (Contigliano, 1923 – Roma, 1982) è stato un politico italiano, presidente della Regione Lazio dal 1972 al 1973 per la Democrazia Cristiana.

## Biografia
Ha lavorato come insegnante a Rieti.
Membro della Democrazia Cristiana, andreottiano, fu eletto nel gennaio 1972 presidente del Lazio, a capo di una giunta quadripartita composta, oltre che dalla DC, da PSI, PSDI e PRI.
Dopo il mandato presidenziale Cipriani fu vice-presidente del Consiglio regionale del Lazio. Tra i meriti che gli vengono riconosciuti c'è l'impegno profuso, assieme all'ex-ministro Franco Maria Malfatti, per la realizzazione della superstrada Rieti - Torano e per l'ammodernamento della strada statale 4 Via Salaria nei tratti Roma-Rieti e Rieti-Ascoli Piceno.
A lui sono intitolate delle vie a Contigliano e nel quartiere Campoloniano di Rieti, nonché uno dei viadotti della Rieti-Torano.